# Epidendrum hunterianum
Epidendrum hunterianum är en orkidéart som beskrevs av Rudolf Schlechter. Epidendrum hunterianum ingår i släktet Epidendrum och familjen orkidéer. Inga underarter finns listade i Catalogue of Life.